# 奈斯福視星鯰
奈斯福視星鯰（學名：Astroblepus nicefori）為輻鰭魚綱鯰形目視星鯰科的其中一種，為熱帶淡水魚，分布於南美洲馬格達萊納河流域，體長可達7公分，棲息在底層水域，生活習性不明。

## 扩展阅读
維基物種上的相關：奈斯福視星鯰